# Ирвинг, Эми
Эми Дэвис Ирвинг (англ. Amy Davis Irving; род. 10 сентября 1953) — американская актриса. Наиболее известные роли в фильмах: «Перекрёсток Делэнси», «Ярость» и «Кэрри». За роль в фильме «Йентл» была номинирована на премию «Оскар» за лучшую женскую роль второго плана и премию «Золотая малина» за худшую женскую роль второго плана.

## Биография

### Ранние годы
Эми Ирвинг родилась в Пало-Алто в Калифорнии, в семье режиссёра театра и кино Джюля Ирвинга и актрисы Присциллы Пойнтер. У Эми есть старший брат Дэвид, который работает писателем и режиссёром, и сестра Кэти, которая является певицей и учительницей глухих детей. У Эми еврейские корни со стороны отца, а предки со стороны матери были из Уэльса и чероки. Эми воспитывалась в рамках верований секты «Христианская наука» Мэри Бейкер-Эдди (Christian Science).
В конце 60-х — начале 70-х годов Ирвинг выступила в ряде постановок в театре «American Conservatory Theater» города Сан-Франциско. Также она обучалась в Лондонской академии музыкального и драматического искусства и в 17 лет дебютировала в «офф-бродвейской» постановке «And Chocolate on Her Chin». Она окончила Профессиональную Детскую Школу в Манхеттене.

### Карьера

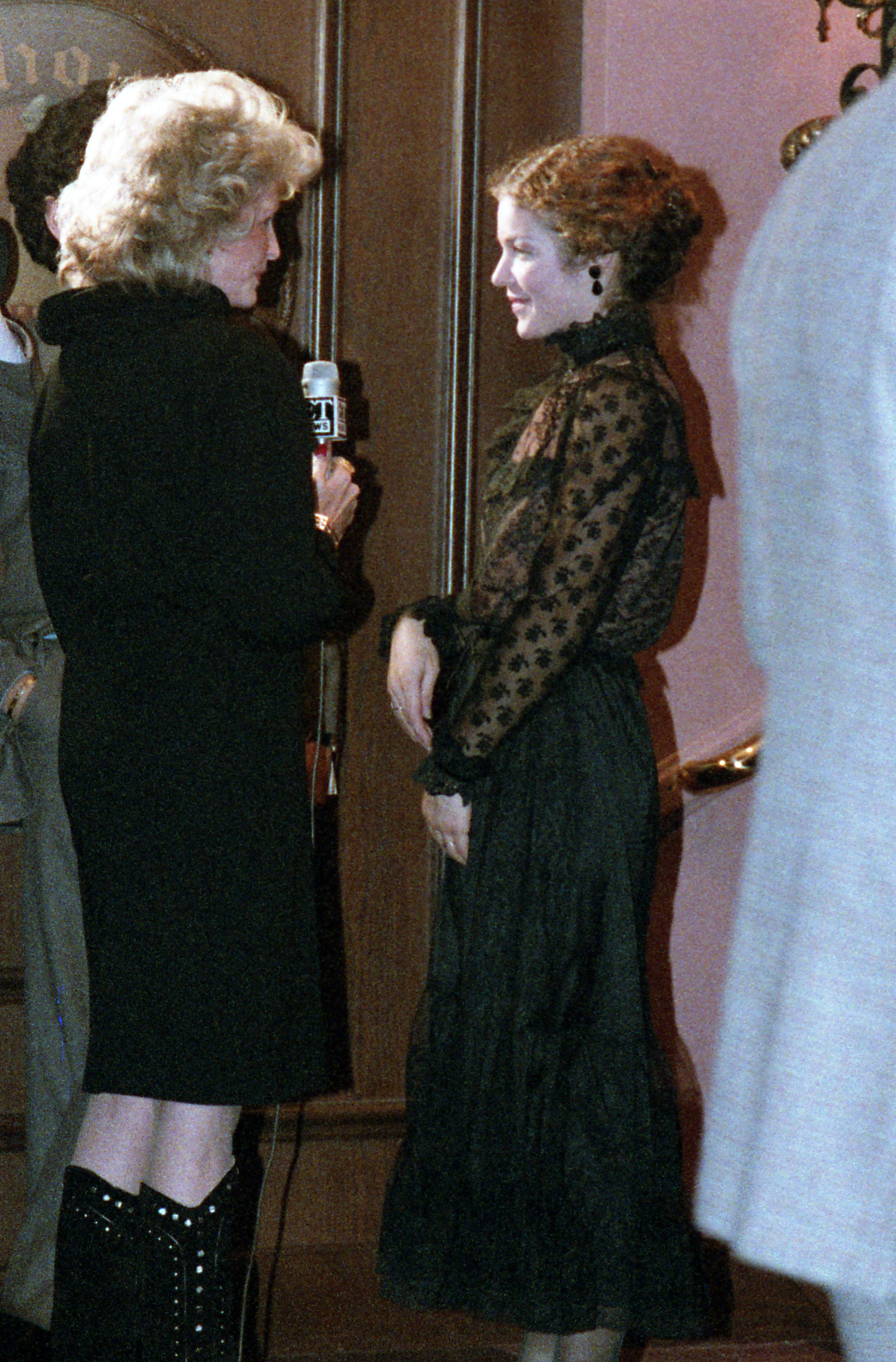
Эми Ирвинг, 1983

В первый раз Эми вышла на сцену в возрасте 2,5 лет в роли второстепенной героини одной из т. н. «принцесс Примроуз» в спектакле, режиссёром которого был её отец, один из владельцев Линкольн-центра. В 1965—1966 годах (12 лет) она была статисткой в бродвейском шоу по комедии Уильяма Уичерли «Провинциалка» (англ. «The Country Wife»), — Эми продавала хомяка в массовой сцене Стейси Кичу, режиссёром был друг семьи Роберт Саймондс. После смерти Джюля Ирвинга мать Эми снова вышла замуж, и Роберт Саймондс стал ей отчимом — вместе они, в частности, снялись в «семейном фильме» брата Дэвида по сказке бр. Гримм «Румпельштильцхен» («Злобный карлик»), 1987, c Джоном Молдером-Брауном в роли Принца.
В середине 70-х, по возвращении в Лос-Анджелес из Лондонской академии музыкального и драматического искусства, Эми Ирвинг полгода пробуется в большие голливудские проекты и играет маленькие роли на телевидении — в частности, в сериалах «Женщина-полицейский» и «Счастливые дни» Гарри Маршалла.
Эми, в частности, пробовалась на роль Принцессы Леи в «Звёздных войнах».
Она получит главную роль в ТВ-эпопее по известному роману Энтона Майрера об американской армии Первой и Второй мировой «Однажды орёл…» и сыграет Джульетту в постановке Лос-Анджелесского Свободного Шекспировкого театра (1975), — эту же роль она с успехом будет позже играть в Сиэтлском Репертуарном театре (1982—1983).

### Личная жизнь
Ирвинг встречалась с американским режиссёром Стивеном Спилбергом с 1977 по 1979 год. Затем у Эми была связь с Вилли Нельсоном, с которым они вместе играли в картине «Жимолость». Разрыв со Спилбергом стоил ей роли Мэрион Рэвенвуд в кинофильме «Индиана Джонс: В поисках утраченного ковчега», но через некоторое время они снова стали встречаться и поженились в 1985 году. Брак продолжался недолго и в 1989 году был расторгнут, и Эми в результате развода получила рекордные для того времени 100 миллионов долларов. В 1996 году Эми Ирвинг вышла замуж за бразильского кинорежиссёра Бруну Баррету.
У неё двое сыновей: Макс Самюэль (от Спилберга) и Габриэль (от Баррето). Ирвинг и Баррету развелись в 2005 году, и сейчас она замужем за режиссёром документальных фильмов Кеннетом Баузером-младшим.

## Творчество

### Роли в театре

#### Театр на Бродвее
- 1965-1966 — «Провинциалка» Уильям Уичерли.
- 1981-1982 — «Амадей» Питер Шеффер.
- 1983-1984 — «Дом, где разбиваются сердца» Бернард Шоу.
- 1984 — «Разбитое стекло».
- 1997 — «Три сестры» Антон Павлович Чехов.
- 2006-2007 (1 и 2 части) — «Берег Утопии» Том Стоппард.

#### Офф-Бродвей
- 2008 — «Waters of March».
- 2006 — «A Safe Harbor for Elizabeth Bishop».
- 2004 — «Celadine».
- 2004 — «The Exonerated».
- 2002 — «The Guys».
- 2002 — «Ghosts».
- 1988 — «The Road to Mecca».

### Фильмография
- 1975 — Новобранцы / The Rookies — Cindy Mullins
- 1975 — Женщина-полицейский / Police Woman — Jody Hummel
- 1975 — Счастливые дни / Happy Days — Olivia Hunsaker
- 1976 — Джеймс Дин / James Dean — Norma Jean
- 1976 — Династия / Dynasty — Amanda Blackwood
- 1976 — / Panache — Anne
- 1976 — Кэрри / Carrie — Сью Снелл
- 1976 — Однажды орёл / Once an Eagle — Emily Pawlfrey Massengale
- 1977 — / I’m a Fool — Lucy
- 1978 — Ярость / The Fury — Gillian Bellaver
- 1979 — / Voices — Rosemarie Lemon
- 1980 — Жимолость / Honeysuckle Rose — Lily Ramsey
- 1980 — Состязание / The Competition — Heidi Joan Schoonover
- 1983 — Никогда не говори «никогда» / Never Say Never Again (озвучка) — Female Computer Eye Scan
- 1983 — Йентл / Yentl — Хадасс
- 1984 — Далёкие шатры / The Far Pavilions — Princess Anjuli
- 1984 — Микки и Мод / Micki + Maude — Maude Guillory Salinger
- 1986 — Дом, где разбиваются сердца / Heartbreak House — Ellie Dunn
- 1986 — Анастасия: Загадка Анны / Anastasia: The Mystery of Anna — Anna Anderson
- 1987 — Румпельштильцхен (Злобный карлик)[7] / Rumpelstiltskin — Кэти
- 1988 — Кто подставил кролика Роджера / Who Framed Roger Rabbit (озвучка) — Jessica Rabbit
- 1988 — Перекрёсток Делэнси / Crossing Delancey — Isabelle Grossman
- 1989 — Жертвы войны / Casualties of War (озвучка)
- 1990 — / Nightmare Classics — Гувернантка
- 1990 — Демонстрация силы / A Show of Force — Kate Melendez
- 1991 — Американская сказка 2: Файвел едет на запад / An American Tail: Fievel Goes West(озвучка)- Miss Kitty
- 1993 — Ввиду отсутствия доказательств / Benefit Of The Doubt — Karen Braswell
- 1994 — Сумеречная зона / Twilight Zone: Rod Serling’s Lost Classics — James' Fiancee
- 1995 — Клептомания / Kleptomania — Diana Allen
- 1996 — Я не Раппапорт / I’m Not Rappaport — Clara Gelber
- 1996 — Увлёкшийся / Carried Away — Rosealee Henson
- 1997 — Разбирая Гарри/ Deconstructing Harry — Jane
- 1998 — Один крутой полицейский / One Tough Cop — FBI Agent Jean Devlin
- 1998 — Истории из моего детства / Stories from My Childhood — Anastasia
- 1999 — Кэрри 2: Ярость / The Rage: Carrie 2 — Сью Снелл
- 1999 — Исповедь / The Confession — Sarah Fertig
- 1999 — Спин Сити / Spin City — Lindsay Shaw
- 1999 — Конец невинности / Blue Ridge Fall — Ellie Perkins
- 2000 — Траффик / Traffic — Barbara Wakefield
- 2000 — Босса-нова / порт. Bossa Nova — Mary Ann Simpson
- 2001 — Тринадцать разговоров на одну тему / Thirteen Conversations About One Thing — Patricia
- 2001 — Закон и Порядок: Специальный корпус / Law & Order: Special Victims Unit — Rebecca Ramsey
- 2001 — Американские мастера / American Masters
- 2002 — Вечные Таки / Tuck Everlasting — Mother Foster
- 2002—2005 — Шпионка / Alias — Эмили Слоан
- 2005 — Игра в прятки / Hide and Seek — Alison Callaway
- 2008 — Адам / Adam — Ребекка
- 2010 — Доктор Хаус / House — Элис Таннер
- 2018 — Не в себе / Unsane — Анджела Валентини